# 4267 Basner
4267 Basner (1971 QP) là một tiểu hành tinh vành đai chính được phát hiện ngày 18 tháng 8 năm 1971 bởi T. M. Smirnova ở Nauchnyj.